# Richard de Treville
Richard de Treville (* 29. November 1801 in Beaufort, South Carolina; † 24. November 1875 in Summerville, South Carolina) war ein US-amerikanischer Politiker. Zwischen 1854 und 1856 war er Vizegouverneur des Bundesstaates South Carolina.

## Werdegang
Nach einem Jurastudium und seiner Zulassung als Rechtsanwalt begann Richard de Treville in Beaufort und Charleston in diesem Beruf zu arbeiten. Gleichzeitig schlug er als Mitglied der Demokratischen Partei eine politische Laufbahn ein. Zwischen 1830 und 1832 saß er als Abgeordneter im Repräsentantenhaus von South Carolina; von 1834 bis 1854 gehörte er dem Staatssenat an.
1854 wurde de Treville von der South Carolina General Assembly an der Seite von James Hopkins Adams zum Vizegouverneur von South Carolina gewählt. Dieses Amt bekleidete er zwischen dem 11. Dezember 1854 und dem 9. Dezember 1856. Dabei war er Stellvertreter des Gouverneurs. Im Jahr 1860 war er einer der Verfasser und dann auch einer der Unterzeichner der Austrittserklärung South Carolinas aus der Union. Er starb am 24. November 1874 in Summerville im Dorchester County, wo er auch beigesetzt wurde.